# 芥真木
芥 真木（あくた まき、1951年2月23日）は、東京都文京区出身のコミック原作者、作家である。

## 人物
東京都立荻窪高校卒、阿佐ヶ谷美術専門学校卒。武蔵野美術大学グラフィックデザイン科中退。15歳、中学時代に『毎日中学生新聞』で４コマ作品デビュー。17歳、高校時代より『蛍雪時代（旺文社）』や『近代映画（近代映画社）』でコミックの連載を開始。20歳のときに手塚治虫主宰のコミック雑誌『COM』で『COM新人賞』を受賞。審査員は手塚治虫、藤子不二雄、石ノ森章太郎、赤塚不二夫、ちばてつや、つのだじろうなど。この時に賞を争った相手は、後に伝奇漫画家としてメジャーになった諸星大二郎。
1973年、漫画家つのだじろうプロダクションのマネージャーとして４年間在籍。在籍中に映画監督今村昌平に師事し、映画の脚本を学ぶ。1977年、コミック原作者として「女性セブン」『一億円の花嫁』でデビュー。代表作は『女性セブン』で８年間連載が続いた『離婚時代』。2000年以降、インターネット時代になってからは、WEB関連の企画・プロデュースを手がけ、またノンフィクションライターとしての著作物や映像作品も手がけている。

## コミック作家としての作風
手塚治虫主宰の雑誌『COM』に初掲載されたのは1970年、芥真木が18歳の時。作品名は『とべない羽』。芥真木作品は、エンターテインメント性の低いマニアックな作品との評価が一般的。『COM新人賞』の審査では、芥真木作品に対し賛否両論、意見がまっぷたつに分かれた。赤塚不二夫、つのだじろうは、芥真木の受賞に大反対、理由は「若さに似合わず、視線が冷た過ぎる」という意見。藤子不二雄、石ノ森章太郎、ちばてつやは「安定したストーリー構築力は評価に値する」と押し、審査委員長の手塚治虫は、「今までにない哲学的な漫画家の誕生」と賞賛した。　
芥真木は1977年25歳のときに『女性セブン』でコミック原作者としてデビュー。以来、自身で絵を描くことはなくなった。原作者としての芥真木作品は、マニアックな要素は影を潜め、エンターテインメントに徹している。
（参考文献：『底辺絵巻の画工たち（株式会社産報刊）』『まんがジャーナル（白水社刊）』『20歳の人生探求者／塩田丸男著（読売新聞社刊）』『宝島（宝島社刊）』、情報提供：金子保知 他）

### 芥 真木 コミック単行本一覧
| タイトル                       | 出版社             | 出版年  |
| ------------------------------ | ------------------ | ------- |
| 離婚時代（全31巻）             | 小学館             | 1980-88 |
| 離婚時代（全2巻）              | 双葉社             | 2001    |
| 離婚時代スペシャル             | 小学館刊           |         |
| 離婚時代スペシャル（全20巻）   | テレビ朝日         |         |
| 離婚時代                       | ホーム社           |         |
| 生命のハーモニー               | 小学館             | 1997    |
| 生命のハーモニー               | 韓国・SIGONGSA     |         |
| 私はカジノガール               | 光文社             | 1992    |
| 私はカジノガール               | 台湾・東立出版公司 |         |
| 一億円の花嫁                   | 小学館             | 1978    |
| 一億円の花嫁                   | 双葉社             | 2001    |
| ナミさまが危ない（全2巻）      | 小学館             | 1982    |
| ダイエット・バイブル           | 光文社             |         |
| 喪失時代（全2巻）              | 光文社             | 1989-90 |
| 暗闇が忍び寄る                 | 光文社             | 1992    |
| EASY-愛をさがす女たち（全2巻） | 光文社             | 1992    |
| チェルノブイリ                 | テレビ朝日         | 1989    |
| 銭狩り（全5巻）                | 秋田書店           | 1981-83 |
| 銭狩り（全2巻）                | ぱる出版           | 1993    |

### 芥 真木 連載作品（単行本未収録）一覧
| タイトル               | 掲載誌                     | 掲載年     |
| ---------------------- | -------------------------- | ---------- |
| ダイアナ               | 女性自身（光文社）         | 2004       |
| 告知のとき             | 女性セブン（小学館）       | 1999〜2001 |
| 明美の食卓ご用心       | 女性自身（光文社）         | 1997       |
| 愛のレシピ             | 女性自身（光文社）         | 1996       |
| 殺しの家計簿           | 女性自身（光文社）         | 1995       |
| セーラー服かんぱにい   | プチセブン（小学館）       | 1985~1986  |
| ノッコのうんちくノート | フォアレディ（小学館）     | 1980~1981  |
| ラブ・ネットワーク     | 女性セブン（小学館）       | 1978~1979  |
| ペルソナ               | 週刊女性（主婦と生活社）   | 1978       |
| 遥かなる国へ           | 週刊女性（主婦と生活社）   | 1978       |
| 翔んでけダービー       | プレイコミック（秋田書店） | 1978       |
| 銭かまきり             | プレイコミック（秋田書店） | 1977       |
| 運命を売る女           | 週刊明星（集英社）         | 1976~1977  |